# Ray Peterson

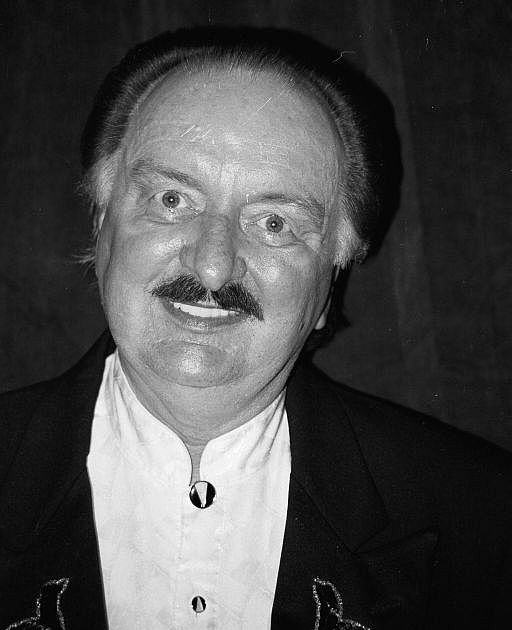
Ray Peterson in 1998

Ray Peterson (Denton, Texas, 23 april 1935 - Smyrna, Tennessee, 25 januari 2005) was een Amerikaanse popzanger, bekend van Tell Laura I Love Her en Corrine, Corrina. Hij werd opgenomen in de Rockabilly Hall of Fame.

## Singles
- The Wonder of You
- Goodnight My Love
- Come and Get It
- Tell Laura I Love Her
- Answer Me
- Corinne, Corinna
- Sweet Little Kathy
- Missing You
- I Could Have Loved You so Well
- Give Us Your Blessing
- The Wonder of You
- Across The Street
- Oklahoma City Times

## NPO Radio 2 Top 2000
| Nummer met noteringen in de NPO Radio 2 Top 2000 | '99  | '00-'02 | '03  | '04  |
| ------------------------------------------------ | ---- | ------- | ---- | ---- |
| Tell Laura I Love Her                            | 1819 | -       | 1681 | 1750 |

1. ↑  Een '-' betekent dat het nummer niet was genoteerd en een vetgedrukt getal geeft de hoogste notering aan.
2. ↑  Deze tabel is bijgewerkt tot en met de laatste editie (2024).

- Bibsys: 7045316
- Biblioteca Nacional de España: XX1069328
- Bibliothèque nationale de France: cb13934294f (data)
- Gemeinsame Normdatei: 134483464
- International Standard Name Identifier: 0000 0000 7961 9236
- Library of Congress Control Number: n93120141
- MusicBrainz: 726dc076-e114-4bac-811e-54d6b467ff82
- Virtual International Authority File: 86692431
- WorldCat: E39PCjwrxTcmJbWFyxmpTfVh6q